# Chitembo
Chitembo é uma cidade e município da província do Bié, em Angola.
Tem 19 098 km² e cerca de 198 mil habitantes. É limitado a norte pelos municípios de Chinguar, Cuíto e Camacupa, a leste pelos municípios de Luchazes e Cuito Cuanavale, a sul pelos municípios de Menongue e Cuchi, e a oeste pelos municípios de Cachiungo e Cuvango.
O município é constituído pela comuna-sede, correspondente à cidade de Chitembo, e pelas comunas de Cachingues, Mutumbo, Mumbué, Malengue, e Soma Cuanza.